# 尤里卡 (密西根州)
尤里卡（英語：Eureka）是位於美國密西根州克林頓縣的一個普查規定居民點。

## 人口
根據2020年美國人口普查的數據，尤里卡的面積為2.61平方千米，當中陸地面積為2.61平方千米，而水域面積為0.00平方千米。當地共有人口233人，而人口密度為每平方千米89.27人。